# Пэн Шуай
Пэн Шуай (кит. упр. 彭帅, пиньинь Péng Shuài; родилась 8 января 1986 года в Сянтане, Китай) — китайская теннисистка; победительница двух турниров Большого шлема в женском парном разряде (Уимблдон-2013, Открытый чемпионат Франции-2014); победительница Итогового турнира WTA (2013) в парном разряде; финалистка одного Итогового турнира WTA (2014) в парном разряде; победительница 25 турниров WTA (из них два в одиночном разряде); бывшая первая ракетка мира в парном рейтинге.

## Общая информация
Отца Шуай зовут Пэн Цзицзюнь (офицер полиции), а маму — Чжан Бин.
Начала играть в теннис в 8 лет, когда дядя познакомил её с этой игрой. Любимый удар — форхенд, любимое покрытие — хард.

## Спортивная карьера

### Начало карьеры
Пэн сыграла первые матчи за сборную Китая в розыгрыше Кубка Федерации в 2001 году. В том же году она выиграла первые титулы на турнирах серии ITF и дебютировала на соревнованиях WTA-тура, сыграв на турнире в Шанхае.
В 2004 году Пэн победила на двух 75-тысячниках ITF. Летом она дебютировала на турнирах серии Большого шлема, сыграв в основной сетке Уимблдонского турнира. После выхода в четвертьфинал турнира WTA в Цинциннати в августе, китаянка впервые поднялась в рейтинге в топ-100. На Открытом чемпионате США она не прошла квалификацию в олиночках, зато в парном разряде смогла выйти в четвертьфинал в дуэте с Джанет Ли.
В начале 2005 года Пэн, пройдя квалификационный отбор на турнир в Сиднее, впервые вышла в полуфинал соревнований WTA-тура. Во втором раунде того турнира она переиграла теннисистку из топ-10 — Анастасию Мыскину (№ 3 в мире на тот момент). Результат достигнутый в Сиднее позволил китаянке войти в топ-50 мирового рейтинга. Следующий раз оформить выход в полуфинал Пэн удалось в августе на турнире 1-й категории в Сан-Диего. На своём пути она смогла обыграть сразу двух теннисисток из первой десятки: Елену Дементьеву и Ким Клейстерс.
В мае 2006 года Пэн сыграла в полуфинале турнира в Праге, а затем сыграла в дебютном финале в туре на турнире в Страсбурге. В решающем матче за титул она проиграла чешке Николь Вайдишовой со счётом 6-7(7), 3-6. На Уимблдонском турнире китаянка впервые вышла в третий раунд Большого шлема в одиночном разряде. Осенью она смогла выйти в полуфинал на домашнем турнире в Пекине.
В феврале 2007 года Пэн сыграла в полуфинале турнира в Паттайе. На Уимблдоне в альянсе с соотечественницей Янь Цзы она смогла выйти в четвертьфинал в парах. В сентябре на турнире в Пекине в 1/4 финала Пэн переиграла № 10 в мире Амели Моресмо и во второй раз в сезоне сыграла в полуфинале в одиночном разряде. На следующем турнире в Китае — в Гуанчжоу она выиграла дебютный титул WTA, взяв его в парном разряде в партнёрстве с Янь Цзы. По итогам сезона 2007 года Пэн Шуай заняла 20-е место в парном рейтинге.

### 2008—2012

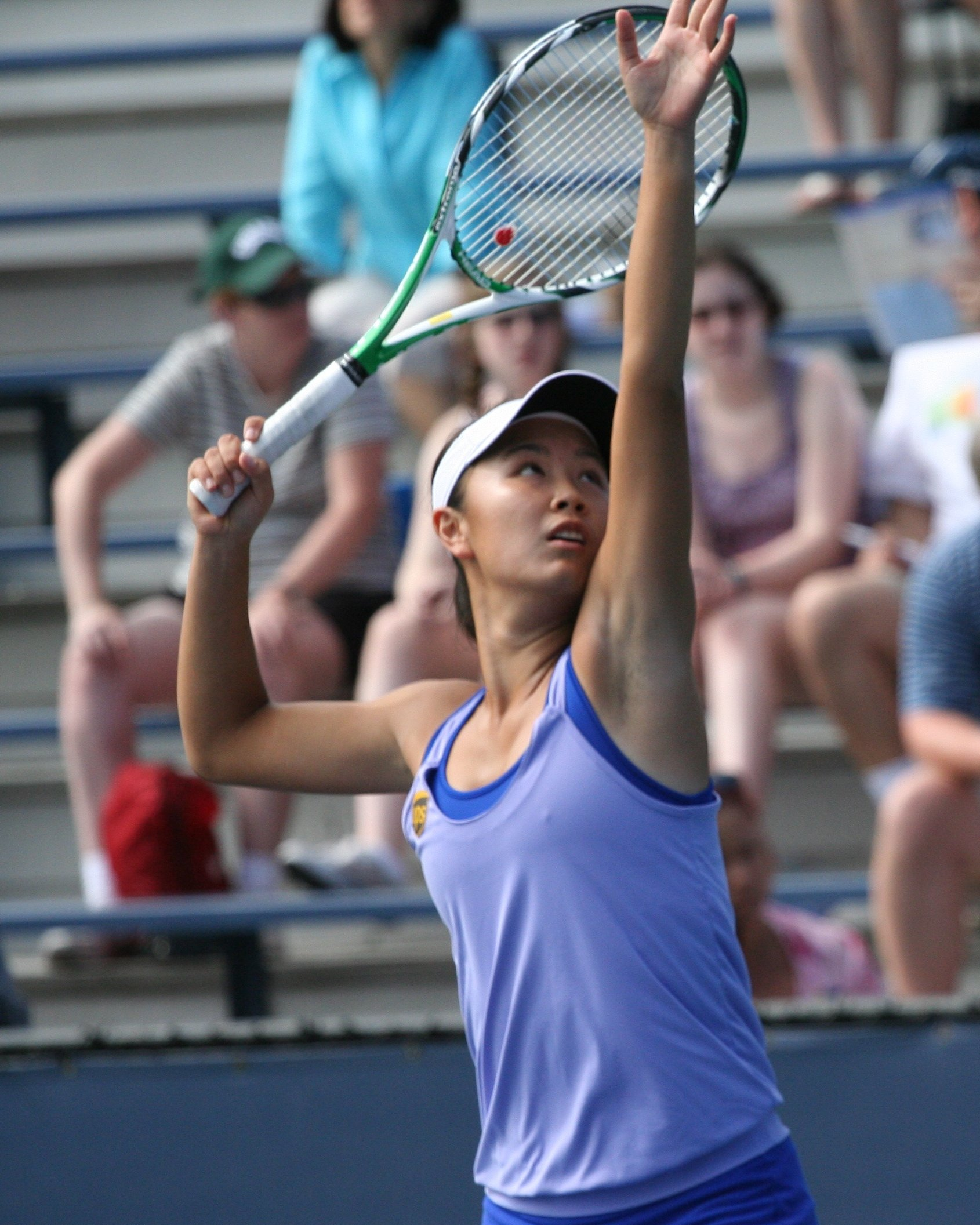
Пэн Шуай на Открытом чемпионате США 2009 года

В начале марта 2008 года Пэн в альянсе с Сунь Тяньтянь победила в парном разряде на турнире в Бангалоре. На Уимблдоне она во второй раз в карьере вышла в третий раунд в личных соревнованиях. В августе китаянка приняла участие в летних Олимпийских играх у себя на родине в Пекине. В одиночном разряде она проиграла во втором раунде француженке Ализе Корне, а в парном в партнёрстве с Сунь Тяньтянь выбыла уже в первом. После Олимпиады Пэн вышла во второй одиночный финал в туре на турнире в Форест-Хилсе, но проиграла в нём Луции Шафаржовой — 4-6, 2-6. В сентябре в паре с Се Шувэй она выиграла трофей турнира на Бали. Через неделю Пэн вышла в одиночный финал в Гуанчжоу, где не смогла одолеть Веру Звонарёву — 7-6(4), 0-6, 2-6. В октябре китаянка сыграла в полуфинале турнира в Ташкенте.
В январе 2009 года Пэн Шуай и Се Шувэй выиграли парный приз турнира в Сиднее. На Открытом чемпионате их дуэт смог выйти в четвертьфинал, а в одиночных соревнования Пэн вышла в третий раунд, проиграв на этой стадии Серене Уильямс. В мае Пэн и Се ждал успех на турнире серии Premier 5 в Риме. В финале они выиграли у пары Даниэла Гантухова и Ай Сугияма. Хорошо китайско-тайваньская пара выступила и на Открытом чемпионате Франции, где они пробились в полуфинальную стадию. В сентябре Пэн смогла выйти в полуфинал турнира в Гуанчжоу. На турнире высшей категории Премьер в Пекине она выбила из сетки Елену Янкович и Марию Шарапову, пройдя в итоге в четвертьфинал. Также на этом турнире Пэн Шуай в дуэте с Се Шувэй добавила себе в актив чемпионство в парном разряде.
В апреле 2010 года Пэн вышла в четвертьфинал премьер-турнира в Чарлстоне. В мае она сыграла в полуфинале в Эшториле. На Открытом чемпионате США китаянка обыграла во втором раунде теннисистку из топ-10 Агнешку Радваньскую, но на матч третьего раунда она не вышла из-за травмы. В ноябре Пэн выиграла 100-тысячник из цикла ITF в Тайбэе.
Неплохо для себя Пэн провела старт сезона 2011 года. На турнирах Окленде и Хобарте она вышла в полуфинал, а на Открытом чемпионате Австралии впервые вышла в четвёртый раунд Большого шлема в одиночном разряде. В марте на престижном турнире в Индиан-Уэлсе она смогла выйти в четвертьфинал. В апреле Пэн достигла полуфинала в Чарлстоне. В мае она выиграла парные соревнования в Риме в команде с Чжэн Цзе. Через неделю Пэн Шуай вышла в одиночный финал в Брюсселе, в котором проиграла Каролине Возняцки — 6-2, 3-6, 3-6. В полуфинале она переиграла третью ракетку мира Веру Звонарёву. На кортах Ролан Гаррос Пэн вышла в третий раунд. В июне на траве в Бирмингеме она прошла в полуфинал. На Уимблдоне она смогла пройти в четвёртый раунд в одиночках и 1/4 финала в парах с Чжэн Цзе. В четвёртый раунд она смогла выйти и на Открытом чемпионате США. Сезон 2011 года стал лучшим в карьер Пэн по выступлениям в одиночном разряде. Она завершила его в топ-20 одиночного рейтинга, заняв 17-ю строчку, а по ходу сезона поднималась на 14-е место.
На Ролан Гаррос 2012 года Пэн вышла в третий раунд. На Уимблдонском турнире её результатом стал уже выход в четвёртый раунд. На летних Олимпийских играх в Лондоне китаянка во втором раунде уступила Петре Квитовой, а в парном разряде с Чжэн Цзе достигла четвертьфинала. На Открытом чемпионате США в парах она сыграл в 1/4 финала, попав туда в альянсе с Сабиной Лисицки.

### 2013—2014 (победы на Уимблдоне и Ролан Гаррос и первая ракетка мира в парах)
На старте сезона 2013 года Пэн вышла в полуфинал турнира в Шэньчжэне. В мае с Се Шувэй она выигрывает парный титул престижного турнира в Риме. На турнире в Брюсселе Пэн Шуай вышла в одиночный финал, который стал для неё пятым в карьере в туре. Вновь китаянка проиграла решающий матч — на этот раз Кайе Канепи (2-6, 5-7). Главный же успех в сезоне приходит к ней в парных соревнованиях. Успешно пройдя всех своих соперниц по сетке Уимблдона, Пэн Шуай и Се Шувэй смогли выиграть первый в карьере титул на турнирах серии Большого шлема. В 6 матчах турнира пара, посеянная под 8-м номером, проиграла только один сет. При этом Пэн Шуай и Се Шувэй повезло с сеткой — только в финале они играли с сеянной парой. После этого выступления она попадает в топ-10 парного рейтинга.
| Стадия  | Соперницы (посев)                   | Рейтинг  | Счёт        |
| 1 раунд | Вера Душевина Александра Панова     | 54 / 64  | 7-5 6-1     |
| 2 раунд | Ева Грдинова Стефани Форетц Гакон Q | 85 / 106 | 4-6 6-3 6-4 |
| 3 раунд | Тамарин Танасугарн Дарья Юрак       | 67 / 39  | 6-4 6-4     |
| 1/4     | Мирьяна Лучич-Барони Елена Янкович  | 51 / 62  | 6-4 7-5     |
| 1/2     | Сюко Аояма Шанель Схеперс           | 60 / 83  | 6-4 6-3     |
| Финал   | Эшли Барти Кейси Деллакква (12)     | 29 / 36  | 7-6(1) 6-1  |

Следующей успех к Пэн и Се приходит на турнире в Цинциннати, где они выиграли уже третий совместный титул в сезоне. Он стал для Пэн десятым на парных турнирах WTA. На Открытом чемпионате США они вышли в четвертьфинал, а в одиночном разряде Пэн смогла пройти только во второй раунд. В сентябре Пэн и Се выиграли парные соревнования турнира в Гуанчжоу. Отобравшись по итогам сезона на Итоговый чемпионат WTA, их пара смогла выиграть эти соревнования, переиграв в финале российский дуэт Елена Веснина и Екатерина Макарова. 2013 год Пэн Шуай завершила на 4-й строчке парного рейтинга.
В начале 2014 года Пэн вышла в финал турнира в Шэньчжэне, где проиграла соотечественнице Ли На — 4-6, 5-7. В феврале она выиграла парный приз турнира в Паттайе совместно с Чжан Шуай. В паре с Се Шувэй она выиграла парный трофей турнира серии Premier 5 в Дохе. Эта победа принесла Пэн Шуай звание первой ракетки мира в парном разряде. Она стала 31-й теннисисткой, кому это удалось сделать и первой представительницей Китая на вершине мировой классификации. Следующего успеха Пэн и Се добились уже на турнире серии Premier Mandatory, который проходил в марте в Индиан-Уэлсе. Находясь в хорошей форме Пэн Шуай и Се Шувэй в качестве уже фаворитов выиграли Открытый чемпионат Франции, обыграв в финале вторую сеяную пару Роберта Винчи и Сара Эррани. Этот титул стал уже вторым для них на турнирах серии Большого шлема.
| Стадия  | Соперницы (посев)                      | Рейтинг | Счёт        |
| 1 раунд | Светлана Кузнецова Саманта Стосур      | 61 / 40 | 6-2 6-4     |
| 2 раунд | Вера Душевина Чжэн Сайсай              | 35 / 48 | 6-1 6-3     |
| 3 раунд | Лиза Реймонд Лизель Хубер (15)         | 42 / 29 | 6-0 6-2     |
| 1/4     | Кара Блэк Саня Мирза (5)               | 10 / 8  | 6-2 3-6 6-3 |
| 1/2     | Гарбинье Мугуруса Карла Суарес Наварро | 64 / 58 | 6-2 5-7 6-2 |
| Финал   | Роберта Винчи Сара Эррани (2)          | 3 / 3   | 6-4 6-1     |

На Уимблдонском турнире 2014 года Пэн Шуай в одиночном разряде смогла выйти в четвёртый раунд. В конце июля она выиграла турнир младшей серии WTA 125 в Наньчане. Важное достижение Пэн Шуай произошло на Открытом чемпионате США. Ей удалось выйти в полуфинал в одиночном разряде — впервые в карьере на Большом шлеме. На пути к нему китаянка смогла обыграть Чжэн Цзе, Агнешку Радваньскую, Роберту Винчи, Луцию Шафаржову и Белинду Бенчич, не отдав соперницам ни сета. В полуфинале она не смогла доиграть матч против Каролины Возняцки, получив тепловой удар, и снялась во втором сете при счёте 6-7(1), 3-4 не в свою пользу. В октябре Пэн выиграла турнир высшей категории Премьер в Пекине в парном разряде в партнёрстве с Андреей Главачковой. На следующем для себя турнире в Тяньцзине она прошла в полуфинал в одиночном разряде. В концовке сезона Пэн и Се вышли в финал Итогового турнира WTA, где проиграли паре Кара Блэк и Саня Мирза. В парном рейтинге она финиширует по итогам сезона на 3-м месте, а в одиночном — на 22-м.

### 2015—2020 (финал в Австралии в парах)

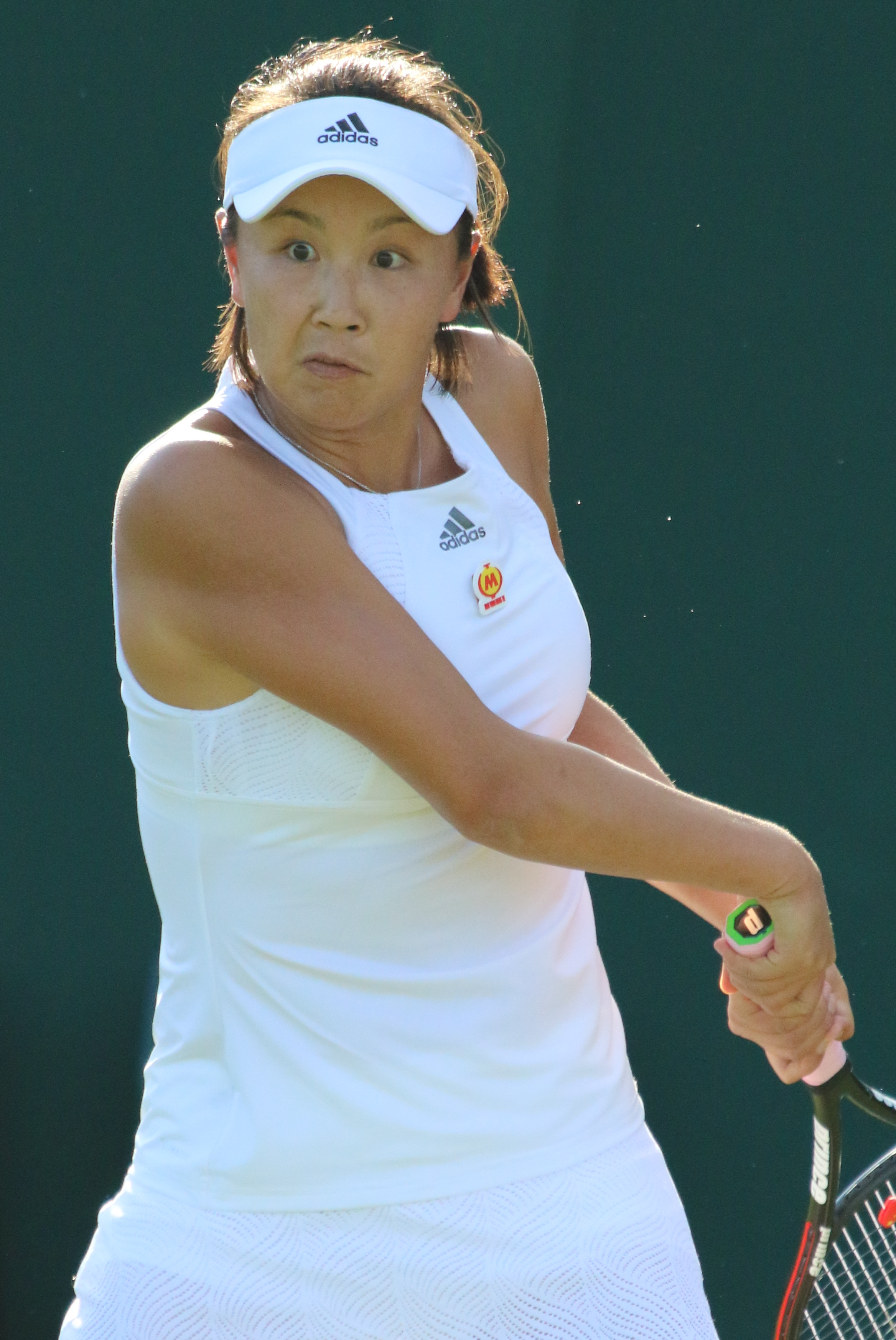
Пэн Шуай на Уимблдонском турнире 2017 года

На Открытом чемпионате Австралии 2015 года Пэн повторила своё лучшее достижение на турнире в одиночном разряде, выйдя в четвёртый раунд. Сезон был омрачён травмой и китаянка вынуждена была большую его часть пропустить, сыграв последний матч в году в мае на Ролан Гаррос.
Возвращение Пэн к игровой практике состоялось в начале 2016 года. В июне она выиграла первый турнир в парах после вынужденной паузы. Пэн взяла титул на турнире в Ноттингеме в альянсе с Андреей Главачковой. На Олимпийских играх в Рио-де-Жанейро она проиграла на ранних стадиях: в первом раунде в одиночках и во втором в парах. В сентябре Пэн Шуай в партнёрстве с американкой Эйжей Мухаммад выиграла парный приз турнира в Гуанчжоу. В октябре на турнире в Тяньцзине ей удался победный дубль. В одиночном разряде Пэн сыграла свой седьмой финал в туре и впервые одержала в нём победу. Она переиграла Алисон Риск со счётом 7-6(3), 6-2. В парном разряде она победила в дуэте с ещё одной теннисисткой из США Кристиной Макхейл. В ноябре Пэн выиграла титул на 100-тысячнике ITF Шэньчжэне.
В январе 2017 года там же в Шэньчжэне, но на турнире ранга WTA-тура Пэн выиграла парный трофей в дуэте с Главачковой. Их пара хорошо сыграла на Открытом чемпионате Австралии, сумев пробиться в финал. В решающей встрече они не смогли одолеть пару Бетани Маттек-Сандс и Луция Шафаржова — 7-6(4), 3-6, 3-6. После Австралийского чемпионата Пэн сыграла на турнире в Тайбэй, где сыграла в финале в одиночном разряде. В борьбе за титул она проиграла украинской теннисистке Элине Свитолиной — 3-6, 2-6. В мае китаянка вышла в полуфинал грунтового турнира в Страсбурге. На Уимблдоне в том сезоне она вышла в третий раунд. В июле Пэн Шуай выиграла второй в карьере турнир WTA в одиночном разряде. Произошло это на новом в туре турнире в Наньчане, где в финале она обыграла японку Нао Хибино — 6-3, 6-2. На Открытом чемпионате США Пэн сыграла в парном разряде совместно с Саней Мирза и смогла выйти в полуфинал. Осенью она вышла в полуфинал в одиночках на турнире в Тяньцзине.
В парном разряде открытого чемпионата Австралии 2018 года Пэн выступила совместно с Се Шувэй и дошла до полуфинала, где их дуэт уступил чемпионкам Кристине Младенович и Тимея Бабош. В августе Пэн Шуай была дисквалифицирована на три месяца за нарушение антикоррупционной программы WTA. На корт она вернулась в ноябре и выиграла турнир младшей серии WTA 125 в Хьюстоне, а затем победила на 100-тысячнике ITF в Дубае.
На старте сезона 2019 года Пэн Шуай выиграла парный трофей на турнире WTA в Шэньчжэне, где она сыграла в команде с Ян Чжаосюань. В апреле эта китайская пара смогла победить на турнире младшей серии WTA 125 в Аньнине. В сентябре на турнире в Наньчане Пэн впервые за сезон сыграла в полуфинале в одиночном разряде, а в парах доиграла до финала в команде с Чжан Шуай. На следующем турнире в Гуанчжоу Пэн уже смогла выиграть парный приз в партнёрстве с немкой Лаурой Зигемунд. В конце сезона Пэн получила результат на 100-тысячниках ITF в одиночках. Она смогла у себя на родине выиграть приз в Сучжоу и выйти в финал в Шэньчжэне. В марте 2020 года провела последние матчи в профессиональной карьере, сыграв за сборную Китая в Кубке Федерации.

## Итоговое место в рейтинге WTA по годам
| Год  | Одиночный рейтинг | Парный рейтинг |
| 2021 | 306               | 192            |
| 2020 | 117               | 58             |
| 2019 | 75                | 49             |
| 2018 | 298               | 63             |
| 2017 | 27                | 9              |
| 2016 | 109               | 44             |
| 2015 | 136               | 872            |
| 2014 | 22                | 3              |
| 2013 | 45                | 4              |
| 2012 | 40                | 56             |
| 2011 | 17                | 25             |
| 2010 | 72                | 39             |
| 2009 | 47                | 12             |
| 2008 | 40                | 27             |
| 2007 | 46                | 20             |
| 2006 | 56                | 105            |
| 2005 | 37                | 61             |
| 2004 | 73                | 85             |
| 2003 | 326               |                |
| 2002 | 359               |                |
| 2001 | 516               | 660            |

## Выступления на турнирах

### Финалы турнировWTAв одиночном разряде (9)

#### Победы (2)
| Легенда: До 2009 года         | Легенда: С 2009 года    |
| ----------------------------- | ----------------------- |
| Турниры Большого шлема (0+2)* |                         |
| Олимпиада (0)                 |                         |
| Итоговый турнир WTA (0+1)     |                         |
| 1-я категория (0)             | Premier Mandatory (0+3) |
| 2-я категория (0+1)           | Premier 5 (0+5)         |
| 3-я категория (0+2)           | Premier (0+1)           |
| 4-я категория (0)             | International (2+8)     |
| 5-я категория (0)             | International (2+8)     |

| Титулы по покрытиям | Титулы по месту проведения матчей турнира |
| ------------------- | ----------------------------------------- |
| Хард (2+17)*        | Зал (0+1)                                 |
| Грунт (0+4)         | Зал (0+1)                                 |
| Трава (0+2)         | Открытый воздух (2+22)                    |
| Ковёр (0)           | Открытый воздух (2+22)                    |

* количество побед в одиночном разряде + количество побед в парном разряде.
| №  | Дата            | Турнир           | Покрытие | Соперница в финале | Счёт       |
| 1. | 16 октября 2016 | Тяньцзинь, Китай | Хард     | Алисон Риск        | 7-6(3) 6-2 |
| 2. | 30 июля 2017    | Наньчан, Китай   | Хард     | Нао Хибино         | 6-3 6-2    |

#### Поражения (7)
| №  | Дата            | Турнир                | Покрытие   | Соперница в финале | Счёт           |
| 1. | 27 мая 2006     | Страсбург, Франция    | Грунт      | Николь Вайдишова   | 6-7(7) 3-6     |
| 2. | 23 августа 2008 | Форрест-Хиллз, США    | Хард       | Луция Шафаржова    | 4-6 2-6        |
| 3. | 23 августа 2008 | Гуанчжоу, Китай       | Хард       | Вера Звонарёва     | 7-6(4) 0-6 2-6 |
| 4. | 21 мая 2011     | Брюссель, Бельгия     | Грунт      | Каролина Возняцки  | 6-2 3-6 3-6    |
| 5. | 25 мая 2013     | Брюссель, Бельгия (2) | Грунт      | Кайя Канепи        | 2-6 5-7        |
| 6. | 4 января 2014   | Шэньчжэнь, Китай      | Хард       | Ли На              | 4-6 5-7        |
| 7. | 5 февраля 2017  | Тайбэй, Тайвань       | Хард (зал) | Элина Свитолина    | 3-6 2-6        |

### Финалы турнировWTA 125иITFв одиночном разряде (19)

#### Победы (14)
| Легенда:         |
| ---------------- |
| WTA 125 (2+1)*   |
| 100.000 USD (4)  |
| 75.000 USD (2)   |
| 50.000 USD (2)   |
| 25.000 USD (1+1) |
| 10.000 USD (3+2) |

| Титулы по покрытиям | Титулы по месту проведения матчей турнира |
| ------------------- | ----------------------------------------- |
| Хард (9+4)*         | Зал (1)                                   |
| Грунт (4)           | Зал (1)                                   |
| Трава (0)           | Открытый воздух (13+4)                    |
| Ковёр (1)           | Открытый воздух (13+4)                    |

* количество побед в одиночном разряде + количество побед в парном разряде.
| №   | Дата            | Турнир           | Покрытие    | Соперница в финале | Счёт        |
| 1.  | 3 июня 2001     | Баотоу, Китай    | Грунт       | Чхои Чин Ён        | 6-3 6-4     |
| 2.  | 15 июля 2001    | Тяньцзинь, Китай | Хард        | Лю Наньнань        | 1-0 — отказ |
| 3.  | 24 февраля 2002 | Мумбаи, Индия    | Хард        | Сунита Рао         | 6-3 7-6(3)  |
| 4.  | 20 апреля 2003  | Джексон, США     | Грунт       | Тина Шихтль        | 6-2 6-4     |
| 5.  | 7 декабря 2003  | Чанша, Китай     | Хард        | Чжэн Цзе           | 1-6 6-2 6-1 |
| 6.  | 25 апреля 2004  | Дотан, США       | Грунт       | Евгения Линецкая   | 6-2 6-1     |
| 7.  | 6 июня 2004     | Простеёв, Чехия  | Грунт       | Зузана Ондрашкова  | 6-1 6-3     |
| 8.  | 7 ноября 2004   | Шэньчжэнь, Китай | Хард        | Чжэн Цзе           | 3-6 6-1 6-3 |
| 9.  | 7 ноября 2010   | Тайбэй, Тайвань  | Ковёр (зал) | Аюми Морита        | 6-1 6-4     |
| 10. | 27 июля 2014    | Наньчан, Китай   | Хард        | Лю Фанчжоу         | 6-2 3-6 6-3 |
| 11. | 20 ноября 2016  | Шэньчжэнь, Китай | Хард        | Патрича Мария Циг  | 3-6 7-5 6-4 |
| 12. | 18 ноября 2018  | Хьюстон, США     | Хард        | Лорен Дэвис        | 1-6 7-5 6-4 |
| 13. | 15 декабря 2018 | Дубай, ОАЭ       | Хард        | Виктория Кужмова   | 6-3 6-0     |
| 14. | 20 октября 2019 | Сучжоу, Китай    | Хард        | Чжу Линь           | 6-2 3-6 6-2 |

#### Поражения (5)
| №  | Дата            | Турнир           | Покрытие   | Соперница в финале | Счёт                   |
| 1. | 3 марта 2002    | Нью-Дели, Индия  | Хард       | Ева Бирнерова      | 4-6 5-7                |
| 2. | 22 февраля 2004 | Колумбус, США    | Хард (зал) | Николь Вайдишова   | 6-7(2) 5-7             |
| 3. | 8 мая 2016      | Аньнин, Китай    | Грунт      | Чжан Кайлинь       | 1-6 6-0 2-4 — отказ    |
| 4. | 23 апреля 2017  | Чжэнчжоу, Китай  | Хард       | Ван Цян            | 6-3 6-7(3) 1-1 — отказ |
| 5. | 10 ноября 2019  | Шэньчжэнь, Китай | Хард       | Чжу Линь           | 3-6 3-1 — отказ        |

### Финалы турниров Большого шлема в парном разряде (3)

#### Победы (2)
| №  | Год  | Турнир                     | Покрытие | Партнёрша | Соперницы в финале         | Счёт       |
| 1. | 2013 | Уимблдон                   | Трава    | Се Шувэй  | Эшли Барти Кейси Деллакква | 7-6(1) 6-1 |
| 2. | 2014 | Открытый чемпионат Франции | Грунт    | Се Шувэй  | Роберта Винчи Сара Эррани  | 6-4 6-1    |

#### Поражение (1)
| №  | Год  | Турнир                       | Покрытие | Партнёрша         | Соперницы в финале                  | Счёт           |
| 1. | 2017 | Открытый чемпионат Австралии | Хард     | Андреа Главачкова | Бетани Маттек-Сандс Луция Шафаржова | 7-6(4) 3-6 3-6 |

### Финалы Итогового турнираWTAв парном разряде (2)

#### Победа (1)
| №  | Год  | Турнир          | Покрытие   | Партнёрша | Соперницы в финале               | Счёт    |
| 1. | 2013 | Стамбул, Турция | Хард (зал) | Се Шувэй  | Елена Веснина Екатерина Макарова | 6-4 7-5 |

#### Поражение (1)
| №  | Год  | Турнир   | Покрытие   | Партнёрша | Соперницы в финале   | Счёт    |
| 1. | 2014 | Сингапур | Хард (зал) | Се Шувэй  | Кара Блэк Саня Мирза | 1-6 0-6 |

### Финалы турнировWTAв парном разряде (32)

#### Победы (23)
| №   | Дата             | Турнир                     | Покрытие   | Партнёрша         | Соперницы в финале                  | Счёт                 |
| 1.  | 30 сентября 2007 | Гуанчжоу, Китай            | Хард       | Янь Цзы           | Ваня Кинг Сунь Тяньтянь             | 6-3 6-4              |
| 2.  | 9 марта 2008     | Бангалор, Индия            | Хард       | Сунь Тяньтянь     | Чжань Юнжань Чжуан Цзяжун           | 6-4 5-7 [10-8]       |
| 3.  | 14 сентября 2008 | Бали, Индонезия            | Хард       | Се Шувэй          | Марта Домаховская Надежда Петрова   | 6-7(4) 7-6(3) [10-7] |
| 4.  | 18 января 2009   | Сидней, Австралия          | Хард       | Се Шувэй          | Кейси Деллакква Натали Деши         | 6-0 6-1              |
| 5.  | 9 мая 2009       | Рим, Италия                | Грунт      | Се Шувэй          | Даниэла Гантухова Ай Сугияма        | 7-5 7-6(5)           |
| 6.  | 11 октября 2009  | Пекин, Китай               | Хард       | Се Шувэй          | Алла Кудрявцева Екатерина Макарова  | 6-3 6-1              |
| 7.  | 15 мая 2011      | Рим, Италия (2)            | Грунт      | Чжэн Цзе          | Ваня Кинг Ярослава Шведова          | 6-2 6-3              |
| 8.  | 19 мая 2013      | Рим, Италия (3)            | Грунт      | Се Шувэй          | Роберта Винчи Сара Эррани           | 4-6 6-3 [10-8]       |
| 9.  | 6 июля 2013      | Уимблдон                   | Трава      | Се Шувэй          | Эшли Барти Кейси Деллакква          | 7-6(1) 6-1           |
| 10. | 18 августа 2013  | Цинциннати, США            | Хард       | Се Шувэй          | Анна-Лена Грёнефельд Квета Пешке    | 2-6 6-3 [12-10]      |
| 11. | 21 сентября 2013 | Гуанчжоу, Китай (2)        | Хард       | Се Шувэй          | Галина Воскобоева Ваня Кинг         | 6-3 4-6 [12-10]      |
| 12. | 27 октября 2013  | Итоговый чемпионат WTA     | Хард (зал) | Се Шувэй          | Елена Веснина Екатерина Макарова    | 6-4 7-5              |
| 13. | 2 февраля 2014   | Паттайя, Таиланд           | Хард       | Чжан Шуай         | Алла Кудрявцева Анастасия Родионова | 3-6 7-6(5) [10-6]    |
| 14. | 16 февраля 2014  | Доха, Катар                | Хард       | Се Шувэй          | Квета Пешке Катарина Среботник      | 6-4 6-0              |
| 15. | 15 марта 2014    | Индиан-Уэлс, США           | Хард       | Се Шувэй          | Кара Блэк Саня Мирза                | 7-6(5) 6-2           |
| 16. | 8 июня 2014      | Открытый чемпионат Франции | Грунт      | Се Шувэй          | Роберта Винчи Сара Эррани           | 6-4 6-1              |
| 17. | 5 октября 2014   | Пекин, Китай (2)           | Хард       | Андреа Главачкова | Кара Блэк Саня Мирза                | 6-4 6-4              |
| 18. | 12 июня 2016     | Ноттингем, Великобритания  | Трава      | Андреа Главачкова | Габриэла Дабровски Ян Чжаосюань     | 7-5 3-6 [10-7]       |
| 19. | 24 сентября 2016 | Гуанчжоу, Китай (3)        | Хард       | Эйжа Мухаммад     | Ольга Говорцова Вера Лапко          | 6-2 7-6(3)           |
| 20. | 16 октября 2016  | Тяньцзинь, Китай           | Хард       | Кристина Макхейл  | Магда Линетт Сюй Ифань              | 7-6(8) 6-0           |
| 21. | 7 января 2017    | Шэньчжэнь, Китай           | Хард       | Андреа Главачкова | Ралука Олару Ольга Савчук           | 6-1 7-5              |
| 22. | 5 января 2019    | Шэньчжэнь, Китай (2)       | Хард       | Ян Чжаосюань      | Рената Ворачова Дуань Инъин         | 6-4 6-3              |
| 23. | 21 сентября 2019 | Гуанчжоу, Китай (4)        | Хард       | Лаура Зигемунд    | Алекса Гуарачи Гильяна Ольмос       | 6-2 6-1              |

#### Поражения (9)
| №  | Дата             | Турнир                       | Покрытие   | Партнёрша         | Соперницы в финале                        | Счёт           |
| 1. | 15 апреля 2007   | Чарлстон, США                | Грунт      | Сунь Тяньтянь     | Чжэн Цзе Янь Цзы                          | 5-7 0-6        |
| 2. | 11 апреля 2010   | Понте-Ведра-Бич, США         | Грунт      | Чжуан Цзяжун      | Бетани Маттек-Сандс Янь Цзы               | 6-4 4-6 [8-10] |
| 3. | 2 октября 2010   | Токио, Япония                | Хард       | Шахар Пеер        | Ивета Бенешова Барбора Заглавова-Стрыцова | 4-6 6-4 [8-10] |
| 4. | 26 октября 2014  | Финал тура WTA               | Хард (зал) | Се Шувэй          | Кара Блэк Саня Мирза                      | 1-6 0-6        |
| 5. | 27 января 2017   | Открытый чемпионат Австралии | Хард       | Андреа Главачкова | Бетани Маттек-Сандс Луция Шафаржова       | 7-6(4) 3-6 3-6 |
| 6. | 25 февраля 2017  | Дубай, ОАЭ                   | Хард       | Андреа Главачкова | Елена Веснина Екатерина Макарова          | 2-6 6-4 [7-10] |
| 7. | 24 февраля 2018  | Дубай, ОАЭ (2)               | Хард       | Се Шувэй          | Чжань Хаоцин Ян Чжаосюань                 | 6-4 2-6 [6-10] |
| 8. | 15 сентября 2019 | Наньчан, Китай               | Хард       | Чжан Шуай         | Ван Синьюй Чжу Линь                       | 2-6 6-7(5)     |
| 9. | 18 января 2020   | Хобарт, Австралия            | Хард       | Чжан Шуай         | Надежда Киченок Саня Мирза                | 4-6 4-6        |

### Финалы турнировWTA 125иITFв парном разряде (7)

#### Победы (4)
| №  | Дата           | Турнир           | Покрытие | Партнёрша    | Соперницы в финале           | Счёт        |
| 1. | 22 июля 2001   | Тяньцзинь, Китай | Хард     | Лю Наньнань  | Ли Тин Шэнь Луили            | 6-4 6-1     |
| 2. | 9 ноября 2003  | Тайчжоу, Китай   | Хард     | Се Яньцзэ    | Юй Ин Ян Шуцзин              | 6-3 4-6 6-2 |
| 3. | 25 января 2004 | Бока-Ратон, США  | Хард     | Се Яньцзэ    | Эллисон Брэдшоу Джулия Дитти | 6-1 6-2     |
| 4. | 28 апреля 2019 | Аньнин, Китай    | Грунт    | Ян Чжаосюань | Дуань Инъин Хань Синьюнь     | 7-5 6-2     |

#### Поражения (3)
| №  | Дата           | Турнир           | Покрытие | Партнёрша   | Соперницы в финале              | Счёт           |
| 1. | 15 июля 2001   | Тяньцзинь, Китай | Хард     | Лю Наньнань | Ма Эньюэ Се Яньцзэ              | 5-7 7-5 4-6    |
| 2. | 25 апреля 2004 | Дотан, США       | Грунт    | Се Яньцзэ   | Лиза Макши Милагрос Секера      | 7-6(6) 4-6 2-6 |
| 3. | 6 июня 2004    | Простеёв, Чехия  | Грунт    | Се Яньцзэ   | Либуша Прушова Барбора Стрыцова | 1-6 3-6        |

## История выступлений на турнирах
| Турнир                          | 2004  | 2005          | 2006          | 2007          | 2008  | 2009          | 2010          | 2011          | 2012  | 2013          | 2014          | 2015          | 2016  | 2017          | 2018          | 2019          | 2020          | Итог   | В/П за карьеру |
| ------------------------------- | ----- | ------------- | ------------- | ------------- | ----- | ------------- | ------------- | ------------- | ----- | ------------- | ------------- | ------------- | ----- | ------------- | ------------- | ------------- | ------------- | ------ | -------------- |
| Турниры Большого шлема          |       |               |               |               |       |               |               |               |       |               |               |               |       |               |               |               |               |        |                |
| Открытый чемпионат Австралии    | -     | 2Р            | 1Р            | 2Р            | 1Р    | 3Р            | 1Р            | 4Р            | 2Р    | 2Р            | 1Р            | 4Р            | -     | 2Р            | 1Р            | 1Р            | 1Р            | 0 / 15 | 13-15          |
| Открытый чемпионат Франции      | К     | 2Р            | 2Р            | -             | 2Р    | 1Р            | -             | 3Р            | 3Р    | 2Р            | 1Р            | 1Р            | -     | 1Р            | 2Р            | К             | -             | 0 / 11 | 9-11           |
| Уимблдонский турнир             | 1Р    | -             | 3Р            | 1Р            | 3Р    | 2Р            | -             | 4Р            | 4Р    | 2Р            | 4Р            | -             | 1Р    | 3Р            | 1Р            | К             | НП            | 0 / 12 | 17-12          |
| Открытый чемпионат США          | К     | 1Р            | 1Р            | 1Р            | 2Р    | 2Р            | 3Р            | 4Р            | 1Р    | 2Р            | 1/2           | -             | 1Р    | 2Р            | -             | 2Р            | -             | 0 / 13 | 15-12          |
| Итог                            | 0 / 1 | 0 / 3         | 0 / 4         | 0 / 3         | 0 / 4 | 0 / 4         | 0 / 2         | 0 / 4         | 0 / 4 | 0 / 4         | 0 / 4         | 0 / 2         | 0 / 2 | 0 / 4         | 0 / 3         | 0 / 2         | 0 / 1         | 0 / 51 |                |
| В/П в сезоне                    | 0-1   | 2-3           | 3-4           | 1-3           | 4-4   | 4-4           | 2-1           | 11-4          | 6-4   | 4-4           | 8-4           | 3-2           | 0-2   | 4-4           | 1-3           | 1-2           | 0-1           |        | 54-50          |
| Олимпийские игры                |       |               |               |               |       |               |               |               |       |               |               |               |       |               |               |               |               |        |                |
| Летняя олимпиада                | -     | Не проводился | Не проводился | Не проводился | 2Р    | Не проводился | Не проводился | Не проводился | 2Р    | Не проводился | Не проводился | Не проводился | 1Р    | Не проводился | Не проводился | Не проводился | Не проводился | 0 / 3  | 2-3            |
| Итоговые турниры                |       |               |               |               |       |               |               |               |       |               |               |               |       |               |               |               |               |        |                |
| Турнир чемпионок / Трофей элиты | -     | -             | -             | -             | -     | -             | -             | 1/4           | -     | -             | -             | -             | -     | Группа        | -             | -             | НП            | 0 / 2  | 1-2            |

К — проигрыш в квалификационном турнире.
| Турнир                       | 2004  | 2005          | 2006          | 2007          | 2008  | 2009          | 2010          | 2011          | 2012  | 2013          | 2014          | 2015          | 2016  | 2017          | 2018          | 2019          | 2020          | Итог   | В/П за карьеру |
| ---------------------------- | ----- | ------------- | ------------- | ------------- | ----- | ------------- | ------------- | ------------- | ----- | ------------- | ------------- | ------------- | ----- | ------------- | ------------- | ------------- | ------------- | ------ | -------------- |
| Турниры Большого шлема       |       |               |               |               |       |               |               |               |       |               |               |               |       |               |               |               |               |        |                |
| Открытый чемпионат Австралии | -     | 3Р            | 2Р            | 2Р            | 2Р    | 1/4           | 3Р            | 3Р            | 1Р    | 3Р            | 2Р            | 1Р            | 1Р    | Ф             | 1/2           | 1Р            | 1Р            | 0 / 16 | 24-16          |
| Открытый чемпионат Франции   | -     | 1Р            | 2Р            | -             | 3Р    | 1/2           | -             | 2Р            | 3Р    | 2Р            | П             | -             | -     | 3Р            | 1Р            | -             | -             | 1 / 10 | 19-8           |
| Уимблдонский турнир          | К     | -             | 2Р            | 1/4           | 1Р    | 1Р            | -             | 1/4           | 1Р    | П             | 3Р            | -             | 2Р    | -             | 2Р            | 1Р            | НП            | 1 / 11 | 17-9           |
| Открытый чемпионат США       | 1/4   | 2Р            | 1Р            | 2Р            | 3Р    | 2Р            | 2Р            | 1Р            | 1/4   | 1/4           | 3Р            | -             | -     | 1/2           | -             | 2Р            | -             | 0 / 13 | 22-13          |
| Итог                         | 0 / 1 | 0 / 3         | 0 / 4         | 0 / 3         | 0 / 4 | 0 / 4         | 0 / 2         | 0 / 4         | 0 / 4 | 1 / 4         | 1 / 4         | 0 / 1         | 0 / 2 | 0 / 3         | 0 / 3         | 0 / 3         | 0 / 1         | 2 / 50 |                |
| В/П в сезоне                 | 3-1   | 3-3           | 3-2           | 5-3           | 5-4   | 8-4           | 3-2           | 6-4           | 5-4   | 12-3          | 11-3          | 0-1           | 1-2   | 11-3          | 5-3           | 1-3           | 0-1           |        | 82-46          |
| Олимпийские игры             |       |               |               |               |       |               |               |               |       |               |               |               |       |               |               |               |               |        |                |
| Летняя олимпиада             | -     | Не проводился | Не проводился | Не проводился | 1Р    | Не проводился | Не проводился | Не проводился | 1/4   | Не проводился | Не проводился | Не проводился | 2Р    | Не проводился | Не проводился | Не проводился | Не проводился | 0 / 3  | 3-3            |
| Итоговые турниры             |       |               |               |               |       |               |               |               |       |               |               |               |       |               |               |               |               |        |                |
| Итоговый турнир WTA          | -     | -             | -             | -             | -     | -             | -             | -             | -     | П             | Ф             | -             | -     | -             | -             | -             | НП            | 1 / 2  | 4-1            |

К — начала турнир с квалификации.

## Сексуальный скандал и исчезновение

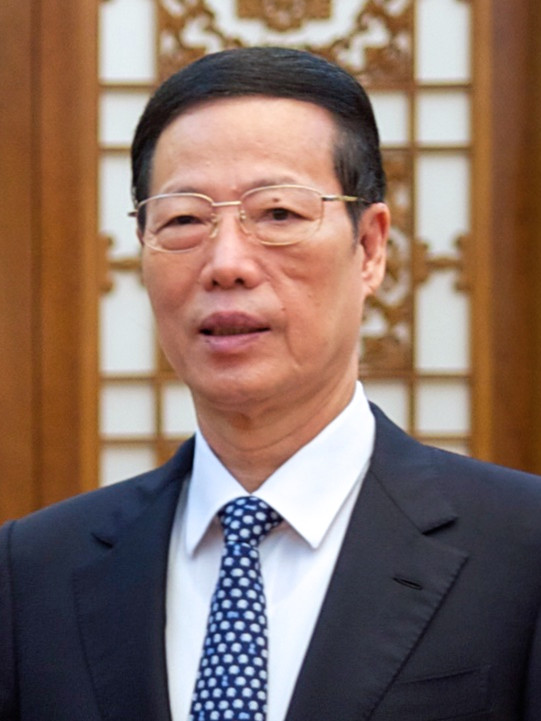
Чжан Гаоли в 2014 году

2 ноября 2021 года на Пэн Шуай поместила сообщение на сайте микроблогов Weibo, с обвинениями бывшего вице-премьера Китая и высокопоставленного чиновника КПК Чжан Гаоли в сексуальном насилии, которому теннисистка подвергалась со стороны политика. Пэн Шуай подробно рассказала историю их отношений, которые длились около 10 лет, в их курсе была и жена Чжан Гаоли. Вскоре после публикации сообщение было удалено китайской цензурой. Были также удалены упоминания об этой записи, комментарии на эту тему и т. д.. По сведениям The New York Times, это был первый случай публичного обвинения члена высшего руководства КПК.
В течение более чем 10 дней после публикации никто из-за пределов Китая не мог связаться с Пэн Шуай. Глава Женской теннисной ассоциации Стив Саймон пригрозил санкциями Китаю вплоть до «выведения оттуда бизнеса» в случае, если инцидент с Пэн Шуай не получит разъяснения. Обеспокоенность о судьбе Пэн Шуай высказали многие известные теннисисты, включая Новака Джоковича, Наоми Осаку, Даниила Медведева, Крис Эверт. Француженка Ализе Корне запустила хэштег в Twitter #WhereIsPengShuai (#ГдеПэнШуай). Представители Федерации тенниса Китая в ответ на запрос WTA заявили, что с Пэн Шуай всё в порядке, но не представили доказательств этому.

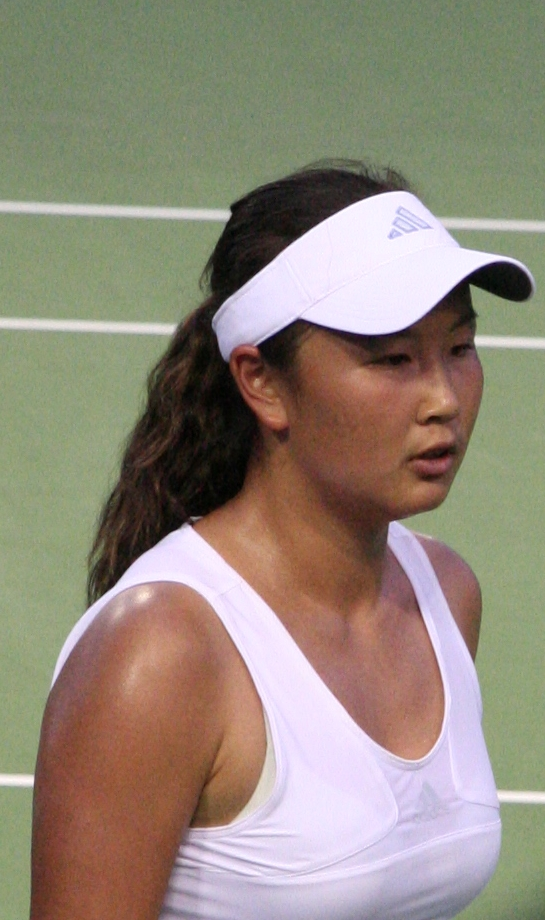
Пэн Шуай в возрасте 21 года в 2007 году

В середине ноября китайский государственный телеканал CGTN сообщил, что Пэн Шуай якобы прислала письмо в его адрес, в котором заявила, что «новость о сексуальном насилии не соответствует действительности. Я никуда не пропала, мне ничто не угрожает. Я просто дома, отдыхаю, все в порядке». Однако Стив Саймон заявил, что опубликованное заявление «только усиливает опасения о безопасности и местонахождении теннисистки».
19 ноября представительница Управления Верховного комиссара ООН по правам человека Лиз Тросселл обратилась к властям Китая с требованием подтверждения безопасности Пэн Шуай и расследования тех обвинений, которые она выдвинула в своём сообщении от 2 ноября. С аналогичным заявлением выступила пресс-секретарь Белого дома Джен Псаки.
19 ноября репортёр государственного китайского телеканала CGTN Шэнь Шивэй опубликовал скриншоты из якобы свежей переписки теннисистки со своим другом, на которых видны три её фотографии с котом и мягкими игрушками.
21 ноября было сообщено о видеозвонке президента МОК Томаса Баха Пэн Шуай. Как сообщается, Пэн Шуай сказала ему, что находится в безопасности.
30 ноября представитель Европейской внешнеполитической службы заявил, «что недавнее публичное появление Пэн Шуай не снимает беспокойства за ее безопасность и свободу». Отмечается, что ЕС присоединяется к международным требованиям, в том числе профессиональных спортсменов, гарантировать, что теннисистка свободна и ей ничего не угрожает, власти ЕС призывают китайские власти «провести полное, справедливое и прозрачное расследование ее утверждений о сексуальном насилии».
1 декабря глава WTA Стив Саймон заявил, что организация приостановила проведение всех турниров WTA в Китае, включая Гонконг. Саймон заявил: «Положа руку на сердце, я не понимаю, как могу просить наших спортсменов соревноваться там, когда Пэн Шуай не разрешают свободно общаться и, по-видимому, на нее оказывают давление, чтобы она опровергла свои обвинения в сексуальном насилии».
6 декабря президент Международной федерации тенниса (ITF) Дэвид Хаггерти заявил, что ITF не собирается приостанавливать проведение турниров на территории Китая из-за ситуации с Пэн Шуай. Он сказал: «Мы не хотим наказывать миллиард человек, поэтому продолжим проводить наши юниорские и взрослые турниры в стране». После объявления WTA об отмене турниров в Китае МОК вновь связался с Пэн Шуай и подтвердил, что она находится в хорошем состоянии и в безопасности.